# جائزة الولايات المتحدة الكبرى 1975
جائزة الولايات المتحدة الكبرى 1975 هو سباق فورمولا 1 أقيم بتاريخ 5 أكتوبر 1975 في نيويورك. كان الرابع عشر من أصل 14 في بطولة العالم لسباقات الفورمولا واحد موسم 1975. حلّ النمساوي نيكي لاودا أولا بينما جاء البرازيلي إيمرسون فيتيبالدي في المركز الثاني.

## الترتيب النهائي
| الترتيب | السائق            | النقاط |
| ------- | ----------------- | ------ |
| 1       | نيكي لاودا        | 64.5   |
| 2       | إيمرسون فيتيبالدي | 45     |
| 3       | كارلوس ريوتيمان   | 37     |
| 4       | جيمس هانت         | 33     |
| 5       | كلاي ريجاتسوني    | 25     |
| المصدر: |                   |        |